# Victor Vasarely
Victor Vasarely (Pečuh, 9. travnja 1906. – Pariz, 15. ožujka 1997.), francuski slikar mađarskog porijekla
Pravo ime mu je Vásárhelyi Győző.
Umjetnik kojeg se često naziva ocem Op-arta. Početkom 1930-ih se skrasio u Parizu gdje je radio kao grafički umjetnik. Tu je napravio svoj prvi značajni rad Zebra, koji se sastojao od zakrivljenih crnih i bijelih pruga, pokazujući u koje smjeru želi nastaviti raditi. Zebra se danas smatra prvim djelom u žanru Op-arta.